# Cyco-Lectric Car Company
Cyco-Lectric Car Company war ein US-amerikanischer Hersteller von Kraftfahrzeugen. Andere Quellen verwenden die Firmierungen Cyco Letric Car Company, Cycolectric Car Company und Cyco-Electric Car Company.

## Unternehmensgeschichte
Das Unternehmen hatte den Sitz in New York City. Es stellte von 1915 bis 1916 Automobile her, die als Volta-Car vermarktet wurden. Eine andere Quelle gibt den Bauzeitraum mit 1914 bis 1916 und den Markennamen mit Volta Car an.

## Fahrzeuge
Das Unternehmen stellte Elektroautos her. Der Elektromotor kam von General Electric. Er trieb über eine Kardanwelle die Hinterachse an. Die Höchstgeschwindigkeit war mit 24 km/h angegeben und die Reichweite mit 56 bis 80 km. Das am besten verkäufliche Modell war ein leichter Lieferwagen mit etwa 227 kg Nutzlast. Daneben gab es einen zweisitzigen Roadster. Der Neupreis betrug 585 US-Dollar.
Für die Lieferwagen ist ein Radstand von 173 cm überliefert. Die Batterien waren unter dem Fahrersitz montiert. Der Sitz war hinten, die Ladefläche davor. Auffallend waren die Vollgummireifen.
Die Quellen bezeichnen die Fahrzeuge als Cyclecars. Es ist unklar, ob sie mit ihren schweren Batterien das Gewichtslimit von 350 kg für Cyclecars einhielten.